# Вилар-де-Бештейруш
Вилар-де-Бештейруш (порт. Vilar de Besteiros)  —  населённый пункт и район в Португалии,  входит в округ Визеу. Является составной частью муниципалитета  Тондела. Находится в составе крупной городской агломерации Большое Визеу. По старому административному делению входил в провинцию Бейра-Алта. Входит в экономико-статистический  субрегион Дан-Лафойнш, который входит в Центральный регион. Население составляет 931 человек на 2001 год. Занимает площадь 11,77 км².